# Afghanische Cricket-Nationalmannschaft in Schottland in der Saison 2019
Die Tour der afghanischen Cricket-Nationalmannschaft nach Schottland in der Saison 2019 fand vom 8. bis zum 10. Mai 2019 statt. Die internationale Cricket-Tour war Bestandteil der Internationalen Cricket-Saison 2019 und umfasste zwei ODIs. Afghanistan gewann die Serie 1–0.

## Vorgeschichte
Für beide Mannschaften war es die erste Tour der Saison.
Das letzte Aufeinandertreffen der beiden Mannschaften bei einer Tour fand in der Saison 2016 in Schottland statt.

## Stadien
Die folgenden Stadien wurden für die Tour als Austragungsort vorgesehen und am 18. Dezember 2018 bekanntgegeben.
| Stadt     | Land       | Stadion         | Kapazität | Spiele      |
| --------- | ---------- | --------------- | --------- | ----------- |
| Edinburgh | Schottland | The Grange Club | 3.000     | 1. & 2. ODI |

## Kaderlisten
Schottland benannte seinen Kader am 5. Mai 2019.
| ODI | ODI |
| Schottland | Afghanistan |
| --- | --- |
| - Kyle Coetzer (K) - Richie Berrington - Matthew Cross (wk) - Alasdair Evans - Michael Jones - Michael Leask - Calum MacLeod - Gavin Main - George Munsey - Safyaan Sharif - Tom Sole - Craig Wallace (wk) - Mark Watt - Brad Wheal | - Gulbadin Naib (K) - Asghar Afghan - Aftab Alam - Sharafuddin Ashraf - Hamid Hassan - Mujeeb Ur Rahman - Rahmat Shah - Hashmatullah Shahidi - Mohammad Shahzad (wk) - Samiullah Shinwari - Dawlat Zadran - Najibullah Zadran - Noor Ali Zadran - Hazratullah Zazai |

## One-Day Internationals

### Erstes ODI in Edinburgh
| 8. Mai Scorecard | Edinburgh | Schottland | – | Afghanistan |
|                  |           | Abgesagt   |   |             |

### Zweites ODI in Edinburgh
| 10. Mai Scorecard | Edinburgh | Schottland 325-7 (50)                       | – | Afghanistan 269-3 (44.5) |
|                   |           | Afghanistan gewinnt mit 2 Runs (D/L method) |   |                          |